# São João (Abrantes)
São João ist ein Dorf und eine ehemalige Gemeinde (Freguesia) in Portugal und gehört zum Kreis Abrantes im Distrikt Santarém.

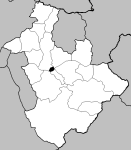
Lage von São João im Kreis Abrantes, bis September 2013

Die Freguesia São João hatte eine Fläche von 2,21 km² und 1697 Einwohner (Stand 30. Juni 2011).

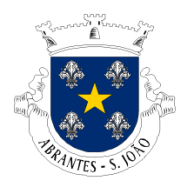
Das Wappen der ehemaligen Freguesia

Am 29. September 2013 wurden die Freguesias Abrantes (S. Vicente), São João (Abrantes) und Alferrarede zur neuen Freguesia União das Freguesias de Abrantes (São Vicente e São João) e Alferrarede zusammengefasst.